# I Lituani
I Lituani (Les Lituaniens) est un opéra en un prologue et trois actes d'Amilcare Ponchielli sur un livret d'Antonio Ghislanzoni, d'après le poème historique Conrad Wallenrod du poète lituano-polonais Adam Mickiewicz. La première eu lieu le 7 mars 1874 à La Scala de Milan.

## Distribution
| Rôle | Voix    | Distribution de la création, le 7 mars 1874 (Chef: Franco Faccio) | 6 mars 1875 (Chef: Franco Faccio) | 5 avril 1903 (Chef: Arturo Toscanini) |
| --- | ------- | ----------------------------------------------------------------- | --------------------------------- | ------------------------------------- |
| Arnoldo, prince lituanien | baryton | Francesco Pandolfini                                              | Andriano Panteleoni               | Ramón Blanchart                       |
| Aldona, sa sœur | soprano | Antonietta Frietsche                                              | Maddalena Mariani Masi            | Elena Bianchini-Cappelli              |
| Walter, mari d'Aldona / Corrado Wallenrod | ténor   | Luigi Bolis                                                       | Luigi Bolis                       | Michele Mariacher                     |
| Albano, un vieux Waydelote | basse   | Giulio Petit                                                      | Ormondo Maini                     | Oreste Luppi                          |
| Vitoldo, un renégat lituanien, chef des Franco-Giudici | basse   | Antonio Padovani                                                  |                                   |                                       |
| Un héraut | ténor   |                                                                   |                                   |                                       |
| Commandants, chevaliers teutoniques, soldats allemands et lituaniens, franco-giudici, pages, guerriers allemands, bardes, ménestrels, peuple, abbés, moines, frères (chœur et figurants) |         |                                                                   |                                   |                                       |

## Résumé

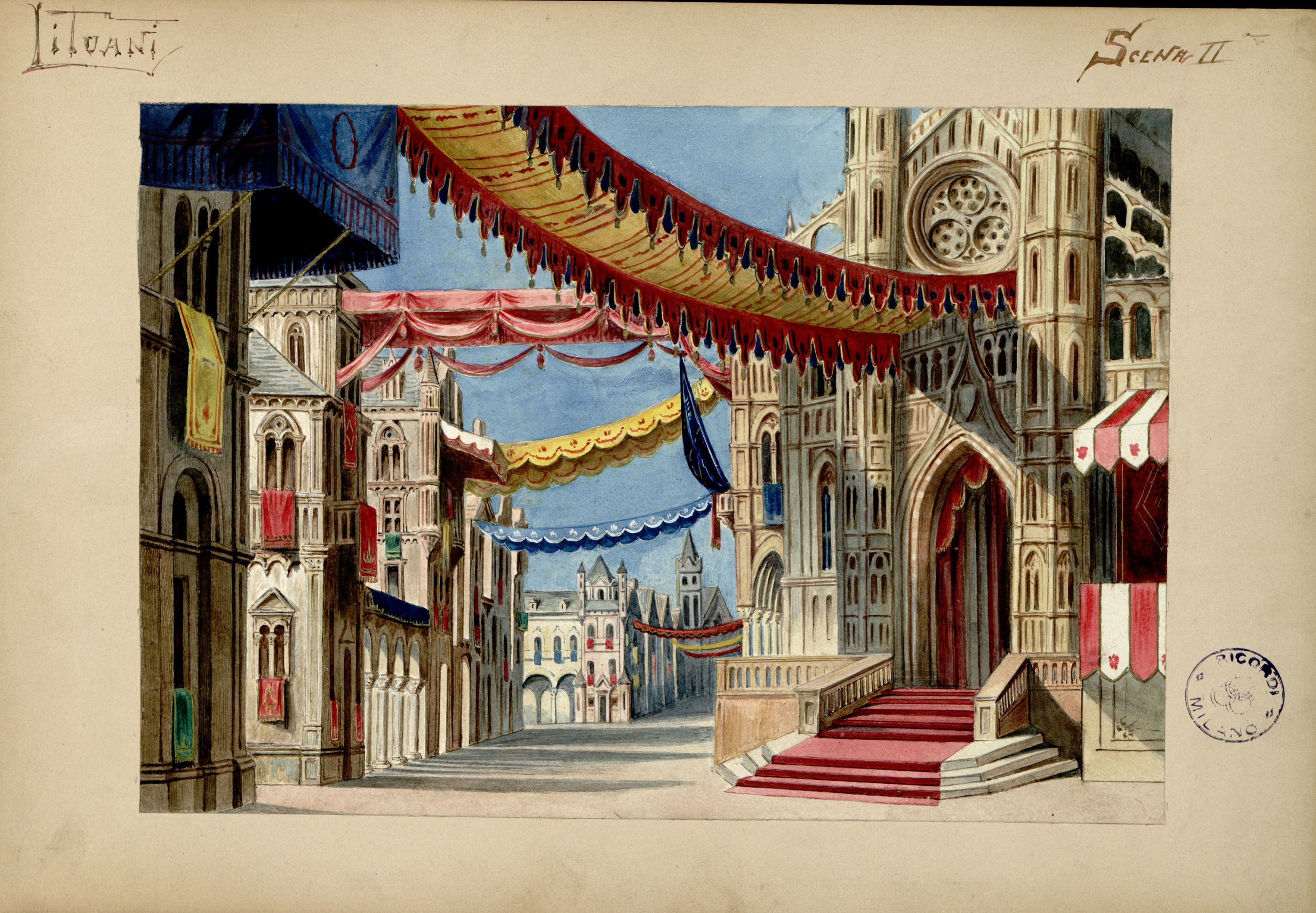
La piazza della Cattedrale a Marienburgo, scénographie pour I Lituani acte 1 scène 2 (1874).

La scène est en Lituanie (prologue), et à Marienburg (actes I-III),
au 14ème siècle (dix ans séparent le prologue du premier acte)
Un Lituanien nommé Walter se fait passer pour le chevalier teutonique Corrado Wallenrod, afin de gagner la confiance des Teutons pour mieux les perdre face aux Lituaniens. Aldona, sa femme entrée au couvent, vient chercher son époux et le retrouve juste avant qu'il ne soit trahi et condamné à mort par Vitoldo, un renégat lituanien.